# Tamarixia bicolor
Tamarixia bicolor är en stekelart som beskrevs av Mercet 1924. Tamarixia bicolor ingår i släktet Tamarixia och familjen finglanssteklar. Inga underarter finns listade i Catalogue of Life.